# Гумерище
Гумерище е село в община Враня, Пчински окръг, Сърбия. Има население от 5 жители (по преброяване от септември 2011 г.).

## Демография
- 1948 – 479 жители
- 1953 – 441 жители
- 1961 – 359 жители
- 1971 – 231 жители
- 1981 – 125 жители
- 1991 – 41 жители
- 2002 – 26 жители
- 2011 – 5 жители

## Етнически състав
2002
- 100% сърби